# Bộ Tư pháp (Ai Cập)
Bộ Tư pháp là một trong các bộ Ai Cập, có trụ sở chính đặt tại Cairo. Bộ trưởng đương nhiệm hiện nay là Mahfouz Saber, nhiệm kỳ từ năm 2014.